# Gonomyia kamballa
Gonomyia kamballa är en tvåvingeart som beskrevs av Günther Theischinger 1994. Gonomyia kamballa ingår i släktet Gonomyia och familjen småharkrankar. Inga underarter finns listade i Catalogue of Life.